# Одним меньше
«Одним меньше» (англ. Dead Man Down) — кинотриллер c элементами боевика режиссёра Нильса Ардена Оплева. Главные роли исполняют Колин Фаррелл и Нуми Рапас. Премьера в США состоялась 8 марта 2013 года, в России — 4 апреля 2013.
Картина была преимущественно положительно принята мировыми критиками, которые особенно выделили актёрские работы Нуми Рапас, Изабель Юппер и Терренса Ховарда и постановку экшн-сцен.

## Сюжет
Виктор (Колин Фаррелл) — подручный мелкого босса криминального мира Нью-Йорка Альфонса Хойта (Терренс Ховард). Виктор стремится отомстить за смерть своей жены и дочери, убитых по приказу Хойта. Но в планы возмездия вмешивается Беатрис (Нуми Рапас) — травмированная жертва автомобильной катастрофы, которая шантажирует Виктора, заставляя его помочь в собственном замысле мести водителю, причинившему ей столько бед.
Альфонс получает письма с угрозами. Поиском автора угроз занимается человек из команды Альфонса и близкий друг Виктора, Дарси (Доминик Купер). Виктор похищает брата албанского гангстера Айлира (Джеймс Бибери), который участвовал в устранении его семьи. Это похищение Виктор организовывает с целью сведения албанцев и Альфонса в одном месте (на складе), дабы ликвидировать их заодно. Он привозит албанца на заброшенный корабль, связывает его, заставляет на камеру сообщить брату, что он находится в подвале склада Альфонса, после чего убивает.
Альфонс, подозревая, что предатель находится среди его людей, заявляет Виктору, что доверяет ему. Во время свидания между Виктором и Беатрис первый имитирует убийство её пьяного водителя, а затем признаётся, что только покалечил его, так как знал, что убийство окажет на неё травмирующий психологический эффект. Виктор устраивает западню для албанцев и Альфонса, однако Беатрис сообщает ему, что так и не доставила посылку с видеозаписью Айлиру, опасаясь потерять Виктора.
Дарси, достигнув финальной точки в своем расследовании, вламывается в апартаменты Виктора, где обнаруживает, что он и есть Ласло Керик, венгр, мстящий Альфонсу за убийство его семьи. Дарси сталкивается с Беатрис, которая ждала Виктора у дверей квартиры, и забирает её в качестве заложницы с собой в особняк Альфонса, предварительно сообщив об этом Виктору. Вскоре тот проламывает стену особняка Альфонса на своём джипе и начинает непродолжительную перестрелку. Беатрис включает видеозапись с признанием албанца на ноутбуке Альфонса. Её видит Айлир, подумав, что Альфонс предал его, они убивают друг друга. Виктор с Беатрис покидают дом, оставив в живых только Дарси.
В финальной сцене картины Виктор и Беатрис, целуясь, направляются домой на поезде метрополитена.

## В ролях
| Актёр             | Роль                 |
| ----------------- | -------------------- |
| Колин Фаррелл     | Виктор / Ласло Керик |
| Нуми Рапас        | Беатрис Лузон        |
| Терренс Ховард    | Альфонс Хойт         |
| Доминик Купер     | Дарси                |
| Изабель Юппер     | Валентина Лузон      |
| Ф. Мюррей Абрахам | Грегор               |

| Актёр          | Роль       |
| -------------- | ---------- |
| Джеймс Бибери  | Айлир      |
| Арманд Ассанте | Лон Гордон |
| Луис Да Силва  | Терри      |
| Стю Беннетт    | Килрой     |
| Фрэнки Джи     | Луко       |
| Деклан Малвей  | Гофф       |

## Съёмки
Съёмки фильма проходили в Нью-Йорке и Филадельфии с мая по июнь 2012 года.
Эпизоды в квартирах Виктора и Беатрис снимали в Нью-Йорке в Нижнем Манхэттене по адресу 383 Grand Street and Essex Street. Квартира Беатрис и ее матери Валентины номер 1801, квартира Виктора в соседей секции дома с окнами напротив номер 1806. Квартиры находятся на 18 этаже, однако в эпизодах, где Беатрис наблюдает за Виктором и общается с ним по телефону, видно, что она находится на балконе квартиры 16 этажа.
Адрес салона красоты, где Беатрис работала косметологом — 45 Greene Street and Grand Street, Манхэттен, Нью-Йорк.
Здание с которого Виктор следил за Альфонсом, а потом это здание вычислил Дарси находится по адресу: 88 Division Street and Eldridge Street, Манхэттен, Нью-Йорк.
Эпизод, в котором пикап Виктора заносит из-за того, что Беатрис дёрнула ручник, снимали на перекрестке N Broad Street и W Erie Ave, метро Erie Station, Филадельфия. При этом на здании 1384 W.Erie вывеску "Philadelphia Vision Center" сменили на "Astoria Eyesight Care".
Заброшенный корабль, где Виктор удерживал похищенного брата албанского гангстера — "SS United States", стоит в Филадельфии, Пирс 82, Columbus Avenue.
Виктор со снайперской винтовкой караулил Альфонса на крыше высотки по адресу: 1616 Walnut Street, Филадельфия.